# Vestura
Vestura é um gênero de traça pertencente à família Arctiidae.